# Дурян Оган Хачатурович
Оган Хачатурович Дурян (вірм. Օհան Դուրյան, 8 вересня 1922, Єрусалим — 6 січня 2011, Єреван) — вірменський диригент і композитор, народний артист Вірменської РСР (1967).

## Життєпис
Оган Дурян народився 8 вересня 1922 у Єрусалимі. Навчався в Єрусалимській консерваторії за класом диригування B. Пфеффера і композиції І. Грінталя. Закінчив консерваторію в 1945 і пішов подорожувати Європою. Удосконалювався в диригуванні в Парижі у P. Дезорм'єра і Ж. Мартінона. У 1957 з Великим симфонічним оркестром Всесоюзного радіо і телебачення брав участь у 6-му Всесвітньому фестивалі молоді в Москві. У тому ж році переїхав до Єревана.
У 1960-65 роки Дурян був головним диригентом Вірменської філармонії, а з 1971 — Вірменського театру опери і балету. У 1967 заснував симфонічний оркестр вірменського радіо і телебачення. Багато виконував симфонічну музику вірменських композиторів: О. Спендіарова (сюїти), А. Хачатуряна (Друга симфонія), Е. Мірзояна, Е. Оганесяна, Д. Тер-Татевосяна, К. Орбеляна, О. Аджемяна. У 1965–1969 роках Дурян працював диригентом у Лейпцизькому оперному театрі, де здійснив постановку опер «Дон Карлос» і «Князь Ігор»), диригував симфонічними концертами в Берліні, Дрездені, Лейпцизі.
За своє життя він попрацював з 110 симфонічними оркестрами по всьому світу. У 1967 році йому було присвоєно звання народного артиста Вірменської РСР.
У 2001 році Дурян був звільнений міністром культури Вірменії з посади диригента Державного академічного театру опери та балету імені Олександра Спендіарова, мотивувавши це рішення віком диригента і станом здоров'я. Проте багато хто в республіці пов'язували його відставку з підтримкою опозиції.
Маестро визнав незаконним і образливим звільнення, залишив Вірменію, отримав громадянство Франції і в 2002–2006 роках керував Московським симфонічним оркестром Центру Стаса Наміна.
Оган Дурян помер 6 січня 2011. Вірменська урядова комісія з організації похорону відомого музиканта вирішила поховати його в Єреванському Пантеоні імені Комітаса.

## Творчість
Оган Дурян є першим інтерпретатором і пропагандистом безлічі симфонічних творів вірменських композиторів.
Твори Дуряна:
- «Ода Батьківщині» (1945) для хору, солістів і оркестру,
- Ораторія на теми Комітаса (1955) для xopa, солістів, камерного оркестру та органу,
- Симфонієта (1955) для струнного оркестру, фортепіано та флейти,
- 4 пасторалі (1952–1953) для камерного оркестру,
- 2 сюїти для симфонічного оркестру (1962, 1971) під загальною назвою «Комітасіана».

У 2007 був знятий документальний фільм «Професія глибоких почуттів. Оган Дурян» при співавторстві Стаса Наміна.

## Виноски
1. 1 2  Дурян, Оган Хачатурович. Современные дирижеры. Процитовано 5 вересня 2010. {{cite web}}: Недійсний |deadurl=404 (довідка)
2. ↑  Знаменитый дирижер Оган Дурян будет похоронен в Ереванском Пантеоне. Архів оригіналу за 16 січня 2011. Процитовано 9 січня 2011.